# Joseph Coomans
Ne pas confondre avec Joseph Cootmans, un joueur de football belge actif durant l'entre-deux-guerres.
(Pierre Olivier) Joseph Coomans, né le 28 juin 1816 à Bruxelles et mort le 31 décembre 1889 à Boulogne-sur-Seine, est un peintre, illustrateur et graveur belge.

## Biographie

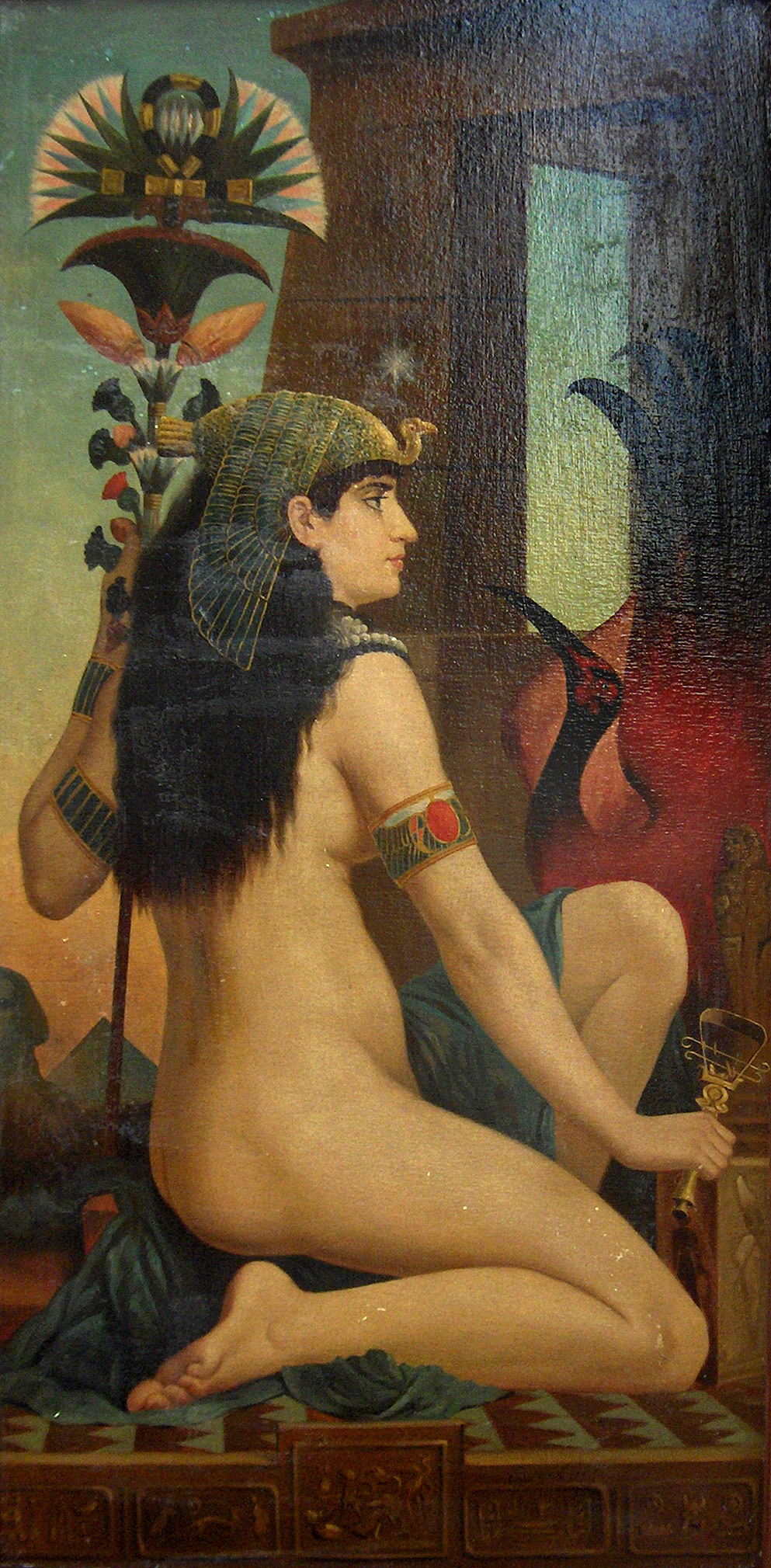
Cléopâtre (1877), huile sur toile de Joseph Coomans

Peintre romantique formé par Nicaise de Keyser et le baron Wappers à l'Académie royale des beaux-arts d'Anvers. En 1843, la reine Louise-Marie d'Orléans l’envoie en Algérie pour suivre l’armée française en Kabylie. Il y est attaché à l’état-major du maréchal Thomas-Robert Bugeaud et y rencontre le peintre militaire Horace Vernet. Ses trois séjours en Algérie (1843, 1844 et 1845) introduisent l’orientalisme dans son œuvre. Il est récompensé d'une médaille de vermeil au Salon de Bruxelles de 1848 pour Dernière charge d'Attila à la bataille de Châlons-sur-Marne.
En 1854 et 1855, il rejoint le général Aimable Pélissier et suit une partie de la Guerre de Crimée comme peintre militaire.
En 1855, il se fixe dans les environs de Naples et les fresques romaines de Pompéi lui font progressivement abandonner l’orientalisme au profit de scènes romantiques napolitaines, puis d’un nouveau genre dit "pompéien".
Il se fixe à Paris en 1860 et évolue alors vers un classicisme académique. D’octobre 1888 à juin 1889, il séjourne à Philadelphie et à New York, y peignant surtout des portraits.
Il est le père du poète Oscar Coomans (1848-1884) et des peintes Héva Coomans (1860-1939) et Diana Coomans (1861-1952), toutes deux établies à New York.

## Œuvres dans des collections publiques
- Autoportrait de l'artiste avec son fils Oscar, 1852, Musées royaux des beaux-arts de Belgique, Bruxelles, Inv. 12524.
- Bataille d'Ascalon, 1842, Palais royal, Bruxelles.
- Soumission des tribus arabes, 1844, Palais royal, Bruxelles.
- Scène de mœurs arabes. Fête, 1846, Palais royal, Bruxelles.
- Les premiers pas, Staatsgalerie Stuttgart.
- La coupe de l'amitié, 1875, Musées royaux des beaux-arts de Belgique, Bruxelles, Inv. 2648.